# Saint-Gilles (Reunião)

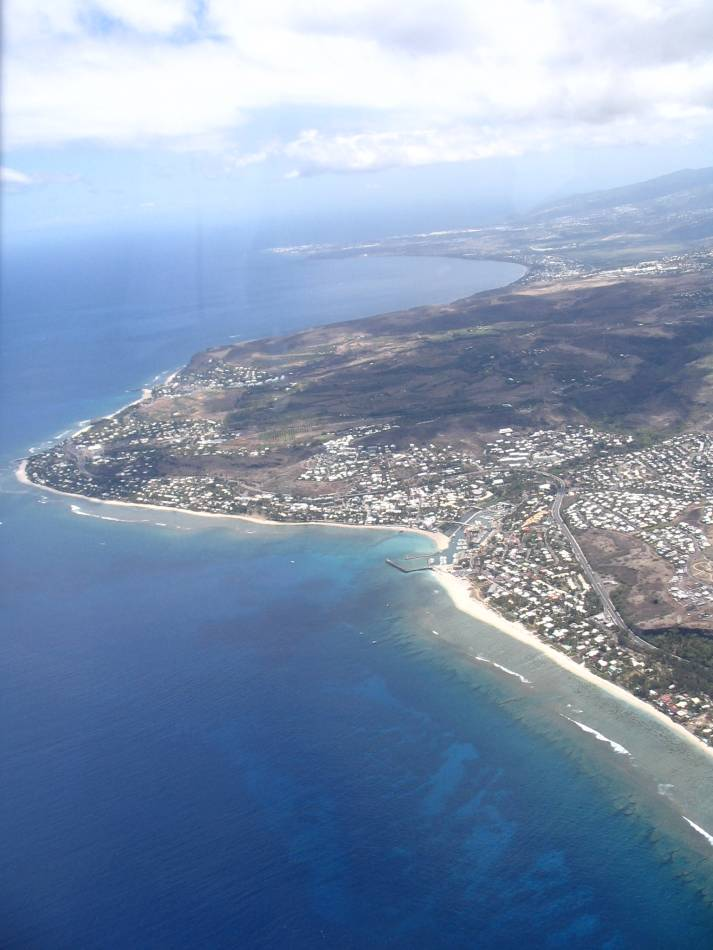
Saint-Gilles-les-Bains, praia de Saint-Gilles

Saint-Gilles é uma comunidade localizada na costa oeste da ilha de Reunião, na comuna francesa de Saint-Paul (Reunião).
É o local da ilha mais atraído pelos turistas.

## Praias
A pratica do surf é muito popular nas praias de Boucan Canot e Roches Noires.
A praia de Hermitage é protegida por um recife e faz parte do parco marino da Reunião.

## Outras atrações
- O casino de Saint-Gilles
- O Jardim de Eden - um jardim botanico
- O aquário publico no porto de Saint-Gilles
- as cascadas do rio de Saint-Gilles no Bassin Cormorans e Aigrettes
- o Grand Boucan - festa popular do tipo Carnaval em Junho[1]

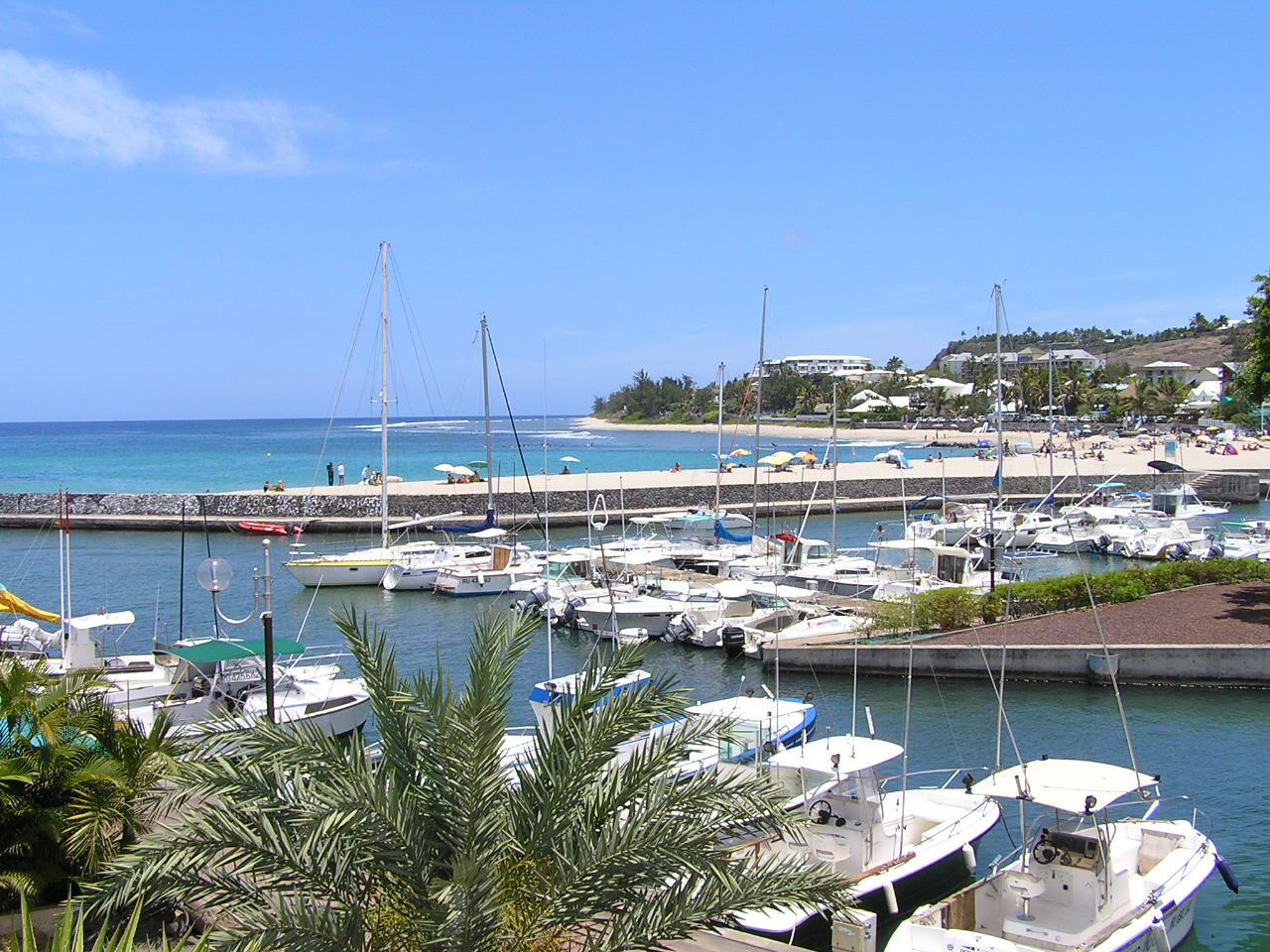
Porto de Saint-Gilles
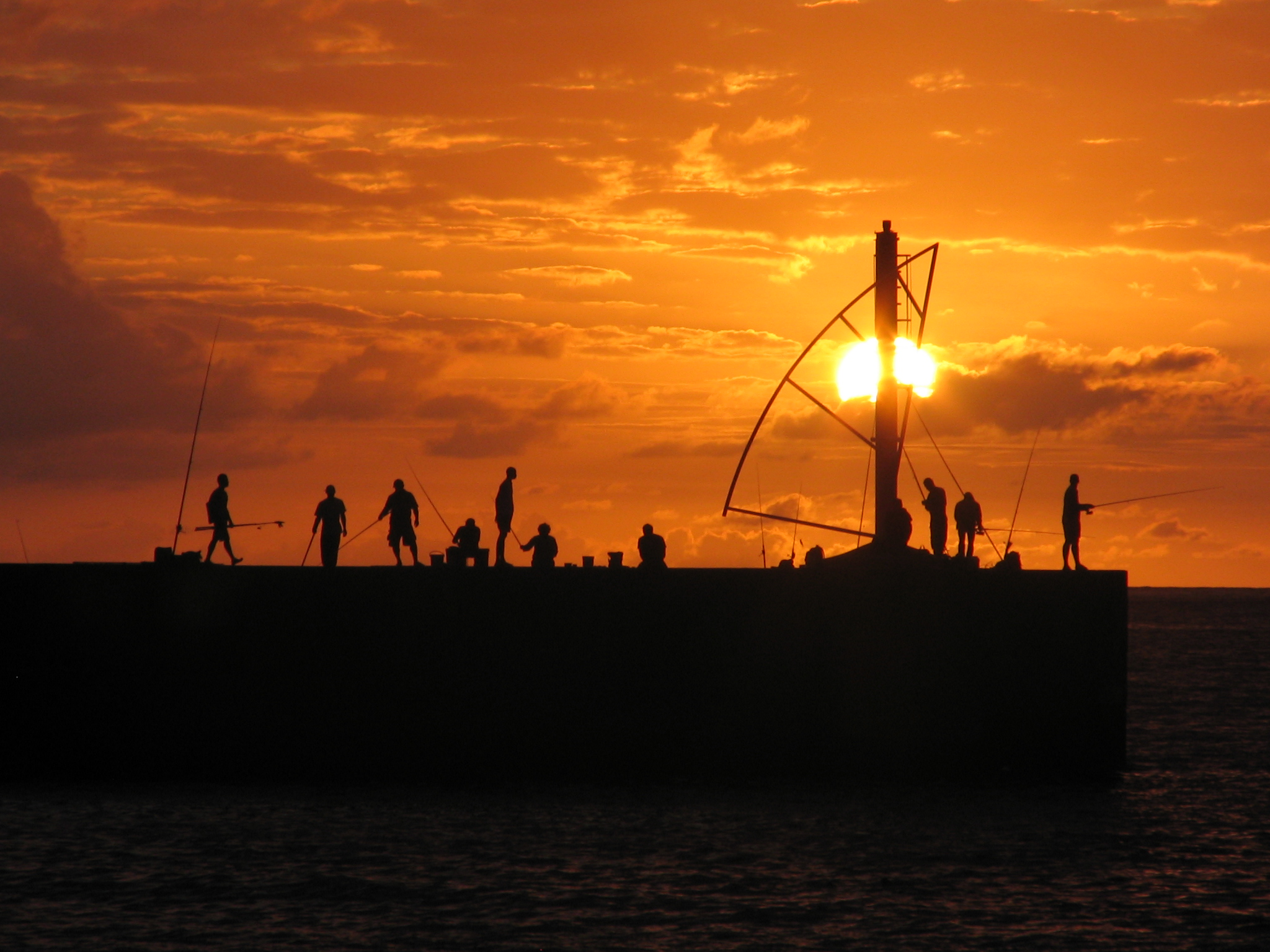
Pouso do sol na praia de Roches Noires
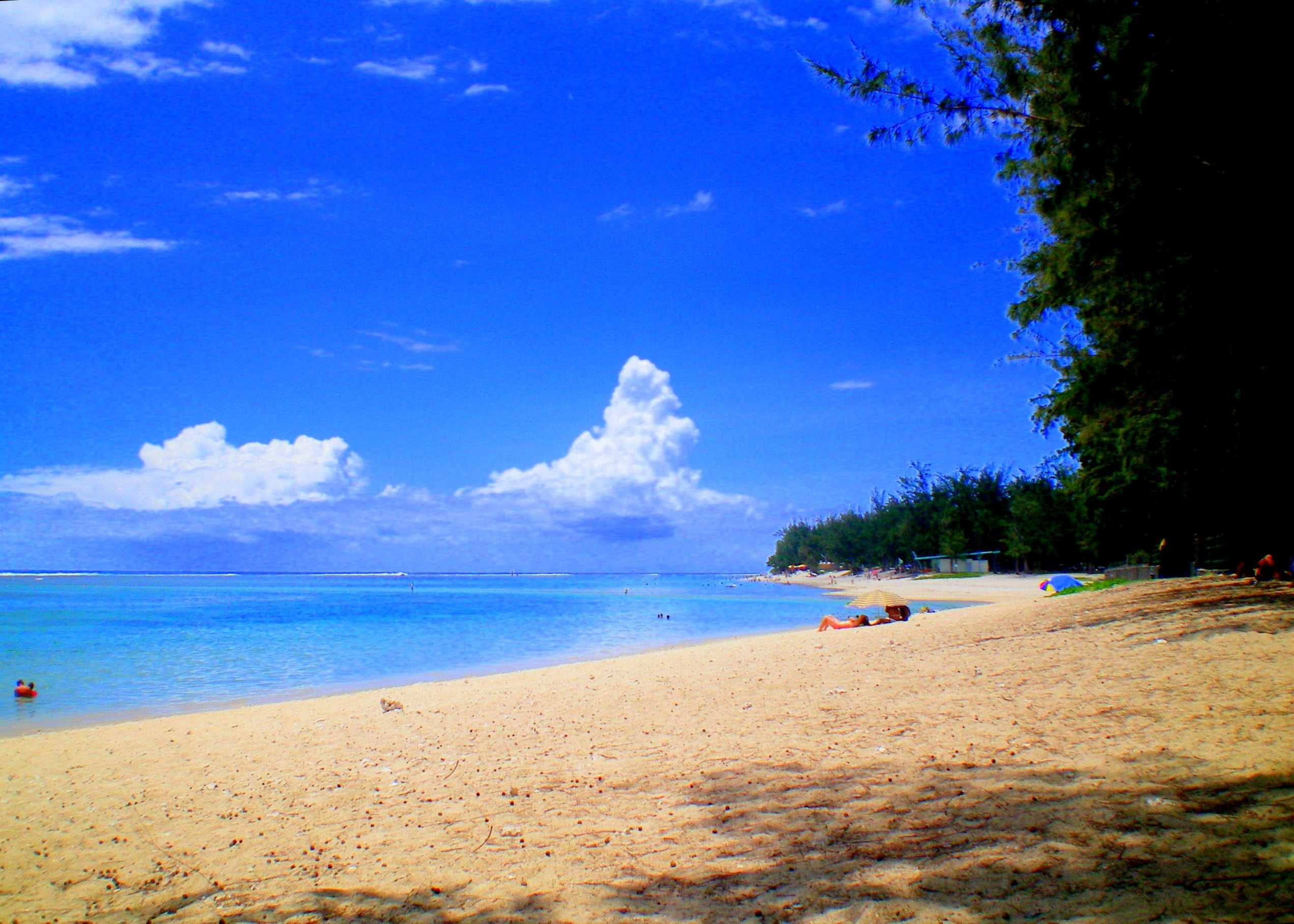
Praia de  Hermitage
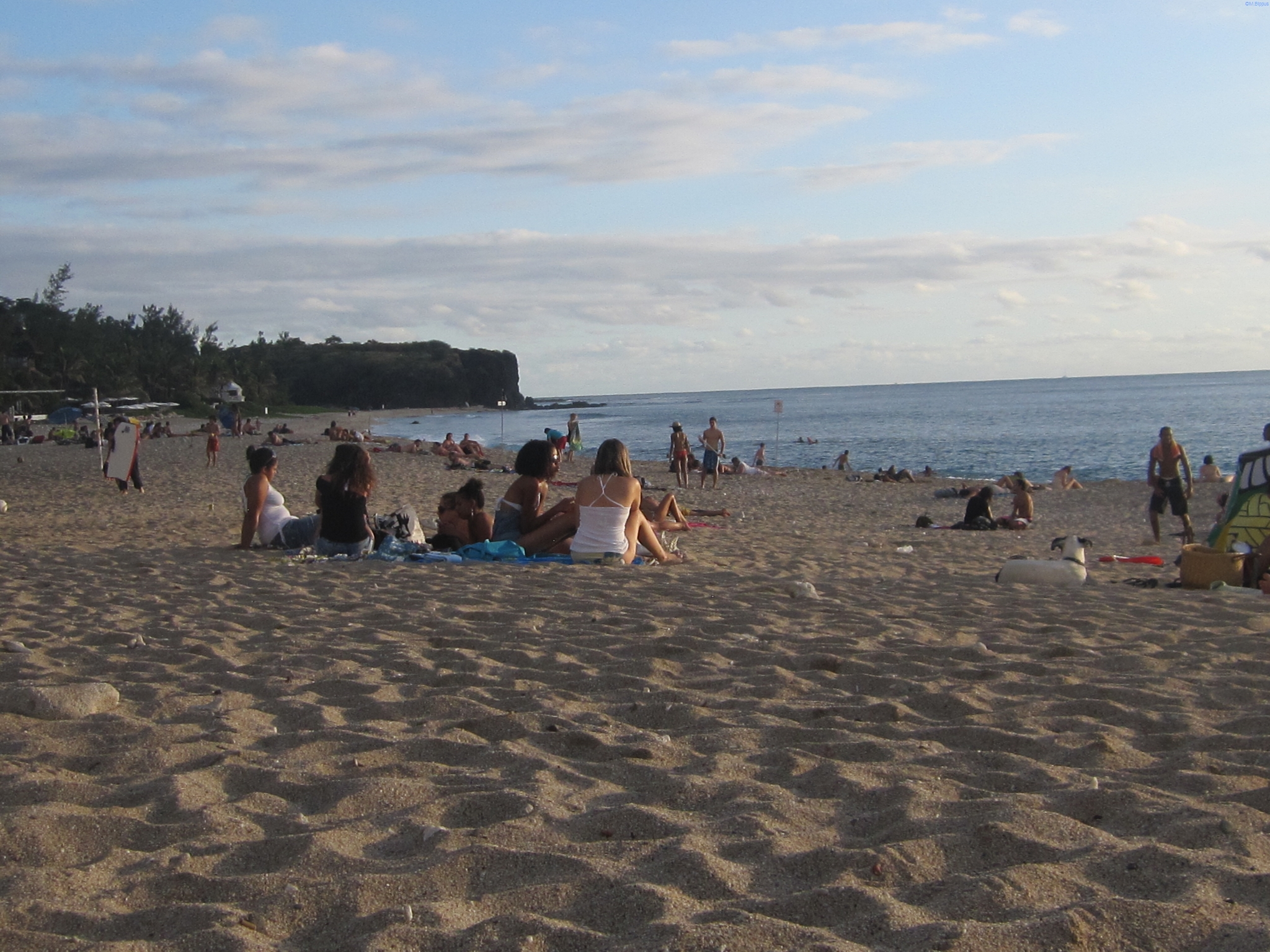
A praia de Boucan Canot
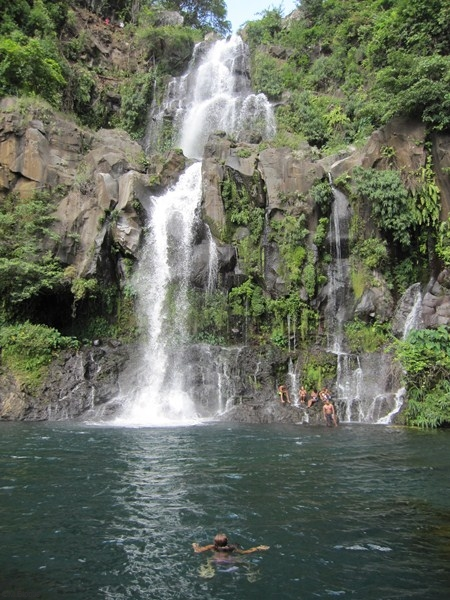
Cascadas no Bassin Aigrettes